# Premi Visual Effects Society 2007
La sesta edizione dei premi Visual Effects Society si è tenuta il 10 febbraio 2008 nel teatro Kodak Theatre di Hollywood - Los Angeles.

## Vincitori e candidati
Vengono di seguito indicati in grassetto i vincitori.

Ove ricorrente e disponibile, viene indicato il titolo in lingua italiana e quello in lingua originale tra parentesi.

### Outstanding Visual Effects in an Effects Driven Motion Picture
- Scott Farrar, Shari Hanson, Russell Earl e Scott Benza - Transformers
- Janek Sirrs, Mike Chambers, Jim Berney e Crys Forsyth-Smith - Io sono leggenda (I Am Legend)
- Michael Fink, Susan MacLeod, Bill Westenhofer e Ben Morris - La bussola d'oro (The Golden Compass)
- John Knoll, Jill Brooks, Hal Hickel e Charlie Gibson - Pirati dei Caraibi - Ai confini del mondo (Pirates of the Caribbean: At World's End)
- Scott Stokdyk, Terry Clotiaux, Peter Nofz e Spencer Cook - Spider-Man 3

### Outstanding Supporting Visual Effects in a Motion Picture
- Michael Fong, Apurva Shah, Christine Waggoner e Michael Fu - Ratatouille
- Eric Barba, Craig Barron, Janelle Croshaw e Chris Evans - Zodiac
- Kelly Port, Julian Levi, Brad Parker e Olivier Sarda - I padroni della notte (We Own the Night)
- David Ebner, Les Jones, Todd Perry e Leif Einarsson - Il cacciatore di aquiloni (The Kite Runner)
- Mark Breakspear, Randy Starr, Shauna Bryan e Kody Sabourin - Blades of Glory - Due pattini per la gloria (Blades of Glory)

### Outstanding Visual Effects in a Broadcast Miniseries, Movie or a Special
- Mike Gibson, Gary Hutzel, Sean Jackson e Pierre Drolet - Battlestar Galactica: Razor
- Manon Barriault, Jacques Levesque, Olivier Goulet e Benoit Girard - Race to Mars
- David Houghton, Will Cohen, Nicolas Hernandez e Sara Bennett - Il viaggio dei dannati (Voyage of the Damned (Doctor Who))
- Dina Benadon, Evan Jacobs, Brent Young e Chris Christman - Ben 10 - Corsa contro il tempo (Ben 10: Race Against Time)
- Lee Wilson, Lisa Sepp-Wilson e Sebastien Bergeron - Tin Man: Night One

### Outstanding Visual Effects in a Broadcast Series
- Philip Dobree, Nicola Instone, Marco Iozzi e Matt Chandler - Fight for Life
- Eric Grenaudier, Mark Spatny, Diego Galtieri e Mike Enriquez - Heroes episodio Quattro mesi dopo... (Four Months Later…)
- David Houghton, Will Cohen, Jean-Claude Deguara e Nicolas Hernandez - Doctor Who episodio L'ultimo signore del tempo (Last of the Time Lords)
- Mark Savela, Shannon Gurney, Erica Henderson e Jamie Yukio Kawano - Stargate Atlantis episodio Alla deriva (Adrift)
- Mike Gibson, Gary Hutzel, Michael J. Davidson e Kyle Toucher - Battlestar Galactica episodio Tragico epilogo (Maelstrom)

### Outstanding Supporting Visual Effects in a Broadcast Program
- James Madigan, Barrie Hemsley, Duncan Kinnard e Gary Broznich - Roma (Rome) episodio Filippi (Philippi)
- Sam Nicholson, Scott Ramsey, Valeri Pfahning e Mike Enriquez - Grey's Anatomy episodio Camminare sull'acqua (1) (Walk On Water (1)) 'Incidente del traghetto'
- Richard Martin, Pierre Raymond, Sebastien Rioux e Nadine Homier - Marie Antoniette
- Raoul Yorke Bolognini, Loni Peristere, Steve Meyer e Chris Jones - Drive
- Craig Weiss, Toni Pace Carstensen, Brian Vogt e Jimmy Berndt - Pushing Daisies episodio Il ritorno di Chuck (Pie-lette)

### Outstanding Visual Effects in a Commercial
- William Bartlett, Scott Griffin, Dan Seddon e David Mellor - Smirnoff - Sea
- Vittorio Giannini, Franck Lambertz, Robin Carlisle e Nico Cotta - Bacardi - Bacardi Sun
- Luisa Murray, Laurent Ledru, Katrina Salicrup e Miles Essmiller - Microsoft Zune - Ballad of Tina Pink
- Simon Maddison, Dave Kelly, Mike Bain e Sam Cole - BMW - Hydrogen
- Chris Fieldhouse, Jay Barton, Ron Herbst e Dave Stern - Road

### Best Single Visual Effect of the Year
- Scott Farrar, Shari Hanson, Shawn Kelly e Michael Jamieson - Transformers - Sequenza autostrada del deserto
- John Knoll, Jill Brooks, Francois Lambert e Philippe Rebours - Pirati dei Caraibi - Ai confini del mondo (Pirates of the Caribbean: At World's End) - Duello tra Jack e Davey
- Chris Watts, Gayle Busby e Kirsty Millar - 300 - Sequenza Cavallo pazzo
- Rob Bredow, Lydia Bottegoni, Daniel Kramer e Matt Hausman - Surf's Up - I re delle onde (Surf's Up) - Riding The Visual Effects Tube
- Scott Stokdyk, Terry Clotiaux, Spencer Cook, Doug Bloom - Spider-Man 3 - La nascita dell'Uomo Sabbia

### Outstanding Real Time Visuals in a Video Game
- Marcus Lehto, Jonty Barnes, Stephen Scott e CJ Cowan - Halo 3 - Filmato Halo 3
- Michael Mann, Wilson Tang, Eduardo Agostini e Carl Jarrett - Need for Speed: ProStreet - Pro Street
- Michael Endres e Michael Khaimzon - Crysis - Immagini real-time
- Jason Mitchell, Moby Franke, Chris Green e Dhabih Eng - Team Fortress 2
- Derek Watts e Casey Hudson - Mass Effect - Sequenze del gioco

### Outstanding Pre-Rendered Visuals In A Video Game
- Jeff Chamberlain e Scott Abeyta - World of Warcraft: The Burning Crusade - Introduzione cinematografica
- Richard Taylor, Matt Britton, Ben Hopkins e Tang Katai - Command & Conquer 3: Tiberium Wars - GDI, NOD and Scrin Scenes
- Tim Miller, Jerome Denjean e Al Shier - Hellgate: London
- Tomek Baginski, Marcin Kobylecki, Grzegorz Kukus e Maciek Jackiewicz - The Witcher - Introduzione cinematografica

### Outstanding Visual Effects In a Special Venue Project
- Sean Phillips, Jack Geist, Robin Aristorenas e Mark Dubeau - Sea Monsters: A Prehistoric Adventure
- Mario Couturier, Vincent Roberge, Richard Bergeron e Martin L´Heureux - Dinosaurs: Giants of Patagonia
- Roger Gould, Liz Gazzano, Joe Garlington e Daniele Colajacomo - Monsters, Inc. Laugh Floor

### Outstanding Performance by an Animated Character in a Live Action Motion Picture
- Hal Hickel, Marc Chu, Jakub Pistecky e Maia Kayser - Pirati dei Caraibi - Ai confini del mondo (Pirates of the Caribbean: At World's End) - Davey Jones
- Chris Yang, Bernd Anger, Dominick Cecere e Remington Scott - Spider-Man 3 - Uomo Sabbia
- Richard Frances-Moore, Martin Hill, Marco Revelant e Daniel Barrett - The Water Horse - La leggenda degli abissi (The Water Horse: Legend of the Deep) - Crusoe
- Tom Gibbons, James W. Brown, David Richard Nelson e John Koester - Come d'incanto (Enchanted) - Pip
- Rick O´Connor, Doug Sutton, Keiji Yamaguchi, Jeff White - Transformers - Optimus Prime
- David Schaub, Marco Marenghi e Josh Beveridge - Io sono leggenda - Il capo infetto

### Outstanding Performance by an Animated Character in an Animated Motion Picture
- Janeane Garofalo, Jaime Landes, Sonoko Konishi e Paul Aichele - Ratatouille - Colette
- David Schaub, Moon Jun Kang, Brian Casper e Andreas Procopiou - Surf's Up - I re delle onde (Surf's Up) - Joe Ruspante
- John Cleese, Guillaume Aretos, Tim Cheung e Sean Mahoney - Shrek terzo - Re Harold
- Keith Smith, Scott Holmes, Pericles Michielin e Kenn McDonald - La leggenda di Beowulf (Beowulf) - Beowulf
- David Schaub, Pete Nash, James Crossley e Shia LaBeouf - Surf's Up - I re delle onde (Surf's Up) - Cody

### Outstanding Performance by an Animated Character in a Live Action Broadcast Program, Commercial, or Music Video
- Nicklas Andersson, Mike Mellor, Sylvain Marc e Florent DeLa Taille - The Chemical Brothers - Salmon Dance - Fatlip Shots
- Nicolas Hernandez, Adam Burnett, Neil Roche e Jean-Claude Deguara - Doctor Who episodio L'ultimo signore del tempo (Last of the Time Lords)
- Mathieu Vig, Antoine Birot, Simon Thistlethwaite e Kevin O´Sullivan - Primeval episodio Episodio 6 - Animazione del Predatore
- Fred Raimondi, Chris De Santis, Angie Jones e Narbeh Mardirossian - AMP Limited - Paper
- Brent Young e Michael Smith - Ben 10 - Corsa contro il tempo (Ben 10: Race Against Time) - Sequenza della materia grigia
- Mitch Drain, Sean Faden, Matt Hackett e Denis Gauthier - Propel Fitness Water - Mostro Stress

### Outstanding Effects In An Animated Motion Picture
- Jon Reisch, Jason Johnston, Eric Froemling e Tolga Goktekin - Ratatouille - Cibo
- Theo Vandernoot, Vincent Serritella, Rob Engle e Pericles Michielin - La leggenda di Beowulf (Beowulf) - Inseguimento del dragone
- Matt Baer, Greg Hart, Krzysztof Rost e Anthony Field - Shrek terzo - Effetti
- Rob Bredow, Daniel Kramer, Matt Hausman e Danny Dimian - Surf's Up - I re delle onde (Surf's Up) - Stile CGI
- Darwyn Peachey, Chen Shen, Eric Froemling e Tolga Göketkin - Ratatouille - Rapide

### Outstanding Created Environment in a Live Action Motion Picture
- Frank Losasso Petterson, Paul Sharpe, Joakim Arnesson e David Meny - Pirati dei Caraibi - Ai confini del mondo (Pirates of the Caribbean: At World's End) - Il Maelstrom
- Raf Morant, Julian Gnass, Nakia McGlynn e Christine Wong - Sweeney Todd - Il diabolico barbiere di Fleet Street (Sweeney Todd: The Demon Barber of Fleet Street) - Il vecchio Bailey
- Wei Zheng, Greg Szafranski, Janelle Croshaw e Karl Denham - Zodiac - Washington e Cherry
- David Vickery, Philippe LePrince, Trina Roy e Jolene McCaffrey - Harry Potter e l'Ordine della Fenice (Harry Potter and the Order of the Phoenix) - La sala della profezia
- Barry Williams, Robert Weaver, Jay Cooper e Masahiko Tani - Rush Hour 3 - Missione Parigi (Rush Hour 3)
- Daniel Eaton, Blaine Kennison, Ron Gress e Daveed Shwartz - Io sono leggenda (I Am Legend) - Caccia in Times Square

### Outstanding Created Environment in a Live Action Broadcast Program, Commercial, or Music Video
- Phi Tran, Matthew Lee, Martin Hilke e Andrew Roberts - Bury My Heart at Wounded Knee
- Les Quinn, Ken Lee, Andrew Domachowski e Jonah West - Tin Man: Night One
- Chris Martin, Michael Cook e Cedric Tomacruz - Ugly Betty episodio Niente è come sembra (A League of Their Own)
- Kaz Yoshida, Jack Matsumoto, Andrea Shear e Eli Jarra - Smallville - Città di Metropolis
- Graham Fyffe, Chris Nichols, Chris Bankoff e Daniel Buck - Subaru - Peel Out

### Outstanding Models and Miniatures in a Motion Picture
- Dave Fogler, Ron Woodall, Alex Jaeger e Brian Gernand - Transformers
- Ken Bailey, Bruce Holcomb, Carl Miller e Geoff Heron - Pirati dei Caraibi - Ai confini del mondo (Pirates of the Caribbean: At World's End) - Navi digitali e fisiche
- Ian Hunter, Scott Schneider, Scott Beverly e John Cazin - Die Hard - Vivere o morire (Live Free or Die Hard) - Sequenza autostrada, Effetti e miniature F35
- Jose Granell e Nigel Stone - Harry Potter e l'Ordine della Fenice (Harry Potter and the Order of the Phoenix) - Scuola di Hogwarts
- Ian Hunter, Scott Beverly, Forest Fischer e Raymond Moore - Spider-Man 3 - Miniature e effetti della distruzione della gru

### Outstanding Models and Miniatures in a Broadcast Program, Commercial, or Music Video
- Matthew Gratzner, Alan Scott (video giochi), Seth Curlin e Greg Boettcher - Halo 3 - Believe campaign

### Outstanding Compositing in a Motion Picture
- Pat Tubach, Beth D´Amato, Todd Vaziri e Mike Conte - Transformers
- Lou Pecora, Joel Behrens, Ted Andre e Kevin Lingenfelser - Pirati dei Caraibi - Ai confini del mondo (Pirates of the Caribbean: At World's End) - Morte di Beckett
- Eddie Pasquarello, Katrin Klaiber, Jen Howard e Shawn Hillier - Pirati dei Caraibi - Ai confini del mondo (Pirates of the Caribbean: At World's End)
- Darren Lurie, John Sasaki, Rita Kunzler e Fish Essenfeld - Io sono leggenda - Evacuazione del porto
- Areito Echevarria, Gareth Dinneen, Norman Cates e Caterina Schiffers - The Water Horse - La leggenda degli abissi (The Water Horse: Legend of the Deep) - Crusoe
- Jolene McCaffrey, Jelena Stojanovic, Victor Wade e Adam Pashke - Harry Potter e l'Ordine della Fenice (Harry Potter and the Order of the Phoenix) - Sala della profezia

### Outstanding Compositing in a Broadcast Program, Commercial, or Music Video
- James Allen e Rob Trent - Nike, Inc. - Leave Nothing
- Rob Reinhart, Jack Matsumoto, Takashi Takeoka e Christina Spring - Smallville episodio La lega della giustizia (Justice)
- Todd Liddiard, Philippe Thibault, Lionel Lim e Annabelle Kent - Tin Man: Night One
- David Alexander, Kaz Yoshida, Geeta Basantani e Tony White - Smallville - Bizarro flood
- Tim Davies, Jason Schugardt e Yuichiro Yamashito - Levi Strauss - Change

### Outstanding Special Effects in a Motion Picture
- John Richardson, Stephen Hamilton, Richard Farns e Stephen Hutchinson - Harry Potter e l'Ordine della Fenice (Harry Potter and the Order of the Phoenix)